# 弗吉尼亚州州道

弗吉尼亚州州道地圖

弗吉尼亚州州道（英語：State Highways of Virginia）是弗吉尼亚州境内由弗吉尼亚州运输部（VDOT）建设和维护的州级公路。弗吉尼亚州总共有57,867英里（93,128）的州道，论里程是美国第三大州级公路系统。